# Градина (Пећ)
Градина је археолошко налазиште откривено на левој обали Пећке Бистрице у Пећи. На овом локалитету откопане су четири грађевине које су обухватале квадратни простор, највероватније чинећи складиште за жито (лат. horrea). Претпоставља се да је комплекс изграђен у периоду између 200. и 400. године. Остаци су конзервирани и Градина је претворена у археолошки парк.
Локалитет је уписан у регистар Покрајинског завода за заштиту споменика културе у Приштини 1978. године.